# (8563) 1995 US
1995 يو أس (ويعرف أيضًا باسم (8563) 1995 يو أس وفق تسمية الكوكب الصغير) (بالإنجليزية: 1995 US)‏ هو كويكب ضمن حزام الكويكبات؛ وترتيبه 8563 من حيث الاكتشاف.
اكتُشف هذا الجُرم الفلكي بواسطة Timothy B. Spahr ‏ في 19 أكتوبر 1995.

## وصلات خارجية
- (8563) 1995 US في قاعدة بيانات مختبر الدفع النفاث لأجرام النظام الشمسي الصغيرة

- الاكتشاف · مخطط المدار ·  العناصر المدارية · المعلمات المادية

- (8563) 1995 US على موقع ويكي سكاي: DSS2, SDSS, GALEX, IRAS, Hydrogen α, X-Ray, Astrophoto, Sky Map, Articles and images